# East Horndon
East Horndon eller East Thorndon är en ort i civil parish West Horndon, i distriktet Brentwood, i grevskapet Essex, i England. Orten är belägen 6 km från Brentwood. East Horndon var en civil parish fram till 1934 när blev den en del av Brentwood och Little Burstead. Civil parish hade 440 invånare år 1931.